# Tonduk
Tonduk is een bestuurslaag in het regentschap Sumenep van de provincie Oost-Java, Indonesië. Tonduk telt 4915 inwoners (volkstelling 2010).